# 中甸独花报春
中甸独花报春（学名：Omphalogramma forrestii）为报春花科独花报春属下的一个种。产于云南（中甸）和四川（木里）。生长于砾石草地和杜鹃灌丛中，海拔3500-4000米。